# Lista najwyższych budynków w Sacramento
Sacramento jest miastem w Stanach Zjednoczonych, stolicą stanu Kalifornia. Jest to duże miasto z małą liczbą wieżowców. Jest ich tu 6 (powyżej 100 metrów). Trwa budowa kolejnych dwóch, w tym najwyższego w mieście The Towers on Capitol Mall I, dla którego stworzono projekt bliźniaczego budynku, który ma tu powstać.

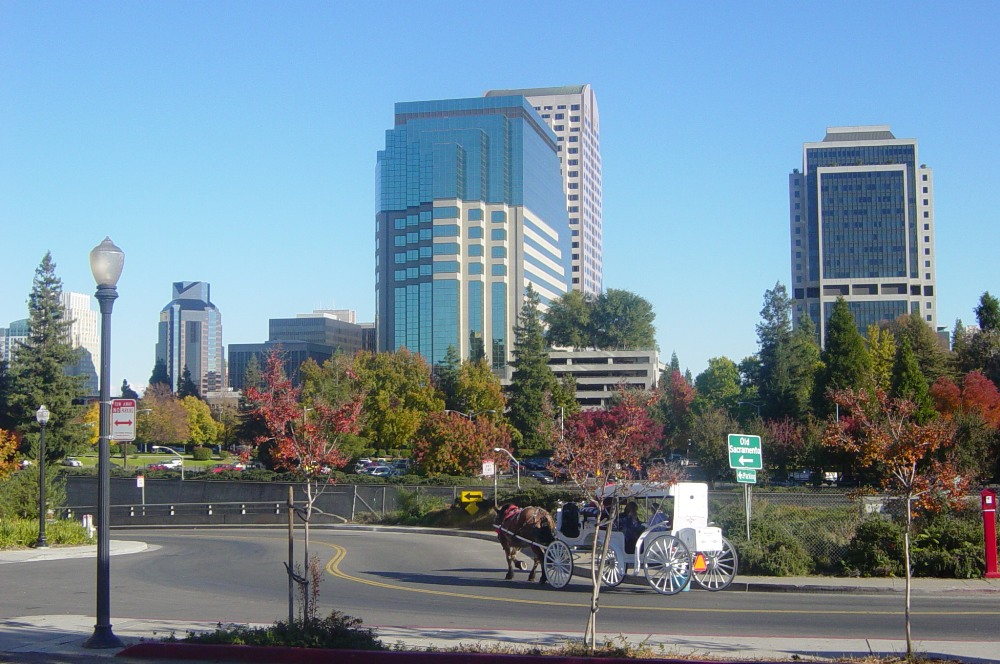
Centrum miasta. Od lewej: Renaissance Tower, Wells Fargo Center, West America Bank Building, Capitol Square

## 10 najwyższych budynków
| Ranking | Budynek                                   | Wysokość strukturalna | Liczba pięter | Rok budowy |
| ------- | ----------------------------------------- | --------------------- | ------------- | ---------- |
| 1.      | Wells Fargo Center                        | 129 m                 | 30            | 1992       |
| 2.      | U.S. Bank Tower                           | 123 m                 | 26            | 1991       |
| 3.      | Bank of the West Tower                    | 123 m                 | 25            | 2009       |
| 4.      | Park Tower                                | 116 m                 | 25            | 1991       |
| 5.      | Renaissance Tower                         | 113 m                 | 28            | 1989       |
| 6.      | Cal/EPA Building                          | 113 m                 | 25            | 2000       |
| 7.      | Capitol Square                            | 107 m                 | 25            | 1992       |
| 8.      | Robert T. Matsui United States Courthouse | 107 m                 | 16            | 1999       |
| 9.      | Natural Resources Tower                   | 105 m                 | 22            | 2021       |
| 10.     | Sacramento Courthouse Building            | 99 m                  | 18            | 2023       |